# Ɔ̧̀
Cette page contient des caractères spéciaux ou non latins. S’ils s’affichent mal (▯, ?, etc.), consultez la page d’aide Unicode.
Ɔ̧̀ (minuscule : ɔ̧̀), appelé O ouvert accent grave cédille, est un graphème utilisé dans l’écriture de certaines langues camerounaises dont le mundani. Il s’agit de la lettre O ouvert diacritée d’un accent grave et d’une cédille.

## Utilisation
En langues camerounaises suivant l’Alphabet général des langues camerounaises, ‹ ɔ̧ › représente un O ouvert nasalisé et l’accent grave indique le ton bas. Il ne s’agit d’une lettre à part entière, et elle placée avec le O ouvert sans accent ou avec un autre accent dans l’ordre alphabétique.

## Représentations informatiques
Le O ouvert accent grave cédille peut être représenté avec les caractères Unicode suivants :
- décomposé et normalisé (latin étendu B, Alphabet phonétique international, diacritiques) :

| formes    | représentations | chaînes de caractères | points de code       | descriptions                                                                  |
| --------- | --------------- | --------------------- | -------------------- | ----------------------------------------------------------------------------- |
| capitale  | Ɔ̧̀               | Ɔ◌̧◌̀                   | U+0186 U+0327 U+0300 | lettre majuscule latine o ouvert diacritique cédille diacritique accent grave |
| minuscule | ɔ̧̀               | ɔ◌̧◌̀                   | U+0254 U+0327 U+0300 | lettre minuscule latine o ouvert diacritique cédille diacritique accent grave |

## Sources
- (en) Elizabeth Parker et Mary Annett, Mundani-English Lexicon, 1990 (lire en ligne)